# Silene patula
Silene patula är en nejlikväxtart. Silene patula ingår i släktet glimmar, och familjen nejlikväxter.

## Underarter
Arten delas in i följande underarter:
- S. p. amurensis
- S. p. patula
- S. p. hesperia
- S. p. tananorum